# Rhinite
« Rhinite » ou « coryza » sont les termes médicaux décrivant l'irritation et l'inflammation (aiguë ou chronique) des muqueuses de la cavité nasale.
Les rhinites peuvent être allergiques ou non. Lorsqu'elles sont chroniques, elles affectent fortement la qualité de vie des personnes qui en sont victimes, au point que l'OMS a publié en 2001 une nouvelle classification de la maladie.
La rhinite est souvent accompagnée d'autres troubles tels que l'asthme et/ou la sinusite et c'est une cause d'insomnie et de fatigue. Cinquante pour cent (50 %) des patients souffrant de rhinite présentent une hyperréactivité bronchique non spécifique, et donc un risque accru d'asthme.
Inversement, les asthmatiques ont presque tous une rhinite (plus ou moins aiguë) associée aux crises d'asthme,,,.
Une étude épidémiologique fondée sur 6 500 adultes suivis durant plus de 9 ans a montré que la rhinite (allergique ou non) était par ailleurs un facteur prédictif de l'asthme :
- une rhinite allergique préjuge d'un risque 3,5 fois plus important de développer un asthme ;
- une personne affectée d'une rhinite non allergique a 3 fois plus de risque de devenir asthmatique.

## Symptômes
Les symptômes en sont :
- nez qui coule (rhinorrhée) ;
- congestion nasale pouvant conduire à une obstruction nasale ;
- irritation des muqueuses du nez, avec ou sans rougeurs, prurit et lésions (croûtes, ulcérations…) et éventuellement accompagnée d'une irritation des yeux, de la gorge et/ou des oreilles.

## Rhinite allergique
La rhinite allergique est l'un des symptômes allergiques les plus communs, et de plus en plus fréquent[réf. nécessaire]. Elle est due à une réaction immunologique forte, induite par une substance allergène inhalée avec l'air (20 000 litres d'air passent quotidiennement par les narines et fosses nasales.)
Elle peut être classée comme :
- saisonnière. Elle est alors provoquée par des agents extérieurs tels que le pollen (rhume des foins) ou des substances ou particules sécrétées ou perdues par des espèces végétales, fongiques ou animales (poils de chenille processionnaire par exemple) ;
- chronique. Elle est par exemple provoquée par l'exposition de personnes allergiques à des allergènes provenant d'acariens ou de moisissures présents dans l'habitat, ou d'émanations industrielles, de l'incinération ou du brûlage ou encore de la circulation automobile (voir ci-dessous), etc. ;
- aiguë et momentanée, via l'inhalation de différents types d'émanations, substances odorantes ou désodorisants, fumée de tabac, ou bien d'autres polluants ;
- professionnelle (reconnue ou non comme maladie professionnelle, selon les cas) ;
- associée à un âge de la vie (selon certaines études) ; exemple : rhinite de l'enfant, rhinite de l'adolescent[6], dont la prévalence est en France plus importante « chez les filles et les adolescents résidant dans les centres du Sud et de l'Ouest » du pays[6] selon l'enquête « ISAAC » ayant porté sur « 18 555 adolescents de 10 à 17 ans issus de la population générale de cinq zones contrastées de la France métropolitaine »[6].

### Rhinites, interactions entre la pollution de l'air et l'exposition au pollen
Deux types d'interactions sont démontrés : exacerbation allergique, et certains pollens rendu plus allergènes par certains polluants. Les polluant les plus étudiés à ce sujet sont l'ozone troposphérique, les oxydes d'azote et les microparticules (PM 2,5 notamment).
Selon une étude faite en Europe du nord en 2017 et 2018 sur 3 323 individus géolocalisés, la saison polliniques et les interactions entre polluants atmosphériques et l'exposition au pollen sont des facteurs qui interagissent, mais différemment selon le type de pollen considéré. Ainsi, les symptômes de rhinite ont augmenté de 25 % pour une augmentation de l'intervalle interquartile des niveaux d'ozone pendant la saison des pollens de graminées, de même pour l'exposition aux PM 2,5, les polluants semblant exacerber l'effet allergène de certains pollens aérotransportés lors de leur saison pollinique, mais ceci n'était vrai que pour les pollens de graminées ; un tel effet n'a pas été observé lors de la saison pollinique du bouleau (et pour rappel, les bouleaux sont nombreux en Europe du nord).

### Rhinites allergiques et circulation automobile
En 2008 l'autorité sanitaire de la région de Rome, a conclu que l'exposition chronique aux retombées de la circulation automobile favorise les rhinites chez l'adulte (étude faite à partir de 9 488 adultes de 25 à 59 ans habitant près d'une zone de trafic intense à Rome en Italie, et en prenant en compte d'autres facteurs de risque liés à l'éducation, la profession, l'habitat, le tabagisme actif ou passif et l'intensité du trafic). La proximité de l'habitation avec un axe routier important augmente le risque de déclaration de difficultés respiratoires (397 personnes se sont plaintes de bronchites chroniques, 472 d'asthme et 1 227 de rhinite). La prévalence de l'asthme a pu être corrélée avec l'auto-signalement de la proximité d'une zone de fort trafic et les rhinites étaient fortement corrélées aux indicateurs de trafic, surtout chez les non-fumeurs. Dans ce cas, une bronchite chronique était signalée pour 4 % des habitants étudiés, alors que 5 % étaient victimes d'asthme et 13 % (soit 1 227 personnes) de rhinite.

## Rhinite non allergique
Une rhinite aiguë non allergique peut être induite :
- par une infection (bactérienne ou plus souvent virale) ; dans ce dernier cas, une rhinite aiguë virale peut entraîner une perte d'odorat (35 % des cas de dysosmies) quand un mucus surabondant recouvre l'épithélium olfactif au point d'empêcher la reconnaissance des odeurs par le cerveau[8]) ;
- par des défauts structurels des conduits nasaux : parois déplacées, polypose nasosinusienne obstructive (conduit nasal plus ou moins obturé par des polypes) ;
- par des modifications hormonales pathologiques ou liée à la grossesse (« rhinite de grossesse » ou « rhinite gravidique » survenant chez environ 30 % des femmes enceintes, avec sensation de « nez bouché ») ; celle-ci survient en général après le premier trimestre et s'aggrave pendant le troisième trimestre et disparaît le plus souvent deux semaines après l'accouchement ;
- par abus de certains médicaments (décongestionnant nasal, aspirine, certains antihypertenseurs, médicaments des troubles de l'érection)[9], elle sera appelée dans ce cas-là privinisme ou rhinitis medicamentosa.

## Rhinite atrophique
C'est une maladie dégénérative et inflammatoire des cavités nasales et des sinus, caractérisée par la dégénérescence du tissu et du cartilage nasal, des cavités nasales évasées et un dysfonctionnement total de la muqueuse nasale restante.
Elle est souvent accompagnée d'odeurs fétides (cacosmie), de saignements de nez et de croûtes.

## Rhinite atrophique secondaire
Aussi appelée « Syndrome du Nez Vide » (SNV) ou Empty nose syndrome (ENS) pour les anglophones, elle résulte de l'ablation chirurgicale ou d'une détérioration d'une quantité excessive de cornet nasal.
Diverses interventions endonasales peuvent entrainer le syndrome du nez vide : turbinectomie, turbinoplastie, mais aussi la cautérisation.

## Rhinite positionnelle à bascule ou bilatérale
La rhinite positionnelle est une rhinite qui dépend de la position du corps. Elle apparait en position couchée. Elle est soit bilatérale (les deux narines se bouchent) soit à bascule (une seule narine se bouche). Le facteur positionnel dans le déclenchement ou l’entretien de l’obstruction est l’élément déterminant pour le diagnostic. Une rhinorrhée postérieure est fréquente avec la rhinite positionnelle. La rhinite positionnelle  entraine  une  modification de la perméabilité nasale liée à des phénomènes posturaux (essentiellement le décubitus). L’endoscopie nasale permet de retrouver en décubitus une congestion globale ou localisée des cornets inférieurs presque toujours réversible après pulvérisation de produits vasoconstricteurs,. Les examens complémentaires sont en général inutiles. Les vasoconstricteurs, utilisés pour le diagnostic, ne peuvent pas être continués à long terme. Les opérations visant à rétablir la perméabilité nasale sont à envisager le plus souvent au niveau turbinal (cautérisation, radiofréquence, turbinoplastie, turbinectomie) ou septal en cas de déviation. Bien qu'il n’y ait pas d’étude évaluant l'efficacité dans cette pathologie des opérations suivantes : cautérisation, radiofréquence, turbinoplastie, turbinectomie, opération au niveau septal.

## Types
Les principaux types de rhinite possèdent un code CIM-10 :
- (J00) La rhinite est en premier lieu divisée en forme aiguë et chronique, la rhinite aiguë étant classée comme rhume banal ;
- (J30.0) La rhinite vasomotrice est non allergique, et supposée due à des troubles nerveux ;
- (J30.1-J30.4) La rhinite allergique est une des allergies les plus courantes. Elle peut être saisonnière, due à des agents externes tels le pollen (l'allergie au pollen est appelée rhume des foins), ou pérenne, due aux acariens de la poussière domestique, moisissures domestiques, etc. ;
- (J31) Rhinite chronique ;
- (A50) Rhinite due à une syphilis congénitale.

## Traitements et adaptation
Afin de continuer à pratiquer des sports comme le jogging et ménager leur vitalité et bonne santé, des sportifs sujets à la rhinite utilisent un écarteur nasal